# 孔诚 (武警)
孔诚（？—），安徽省怀宁县人，中国人民武装警察部队少将。

## 生平
曾担任武警部队后勤部参谋长，2012年7月出任武警部队后勤部副部长。2015年7月，接替杨士武少将，任中国人民武装警察部队后勤部部长。